# بوصاصو
بوصاصو هي من أكبر مدن الصومال، والميناء الرئيسي في الصومال منذ بداية الحرب الأهلية في الصومال في 1991م. وتقع على الساحل الجنوبي لخليج عدن عند مصب وادي بآلدي، وهي عاصمة محافظة بري التابعة لولاية بونتلاند المتمتعة بالحكم الذاتي شمال شرق الصومال، ومركز مقاطعة بوصاصو.
عُرفت مدينة بوصاصو سابقا باسم بندر قاسم، وتحكم مقاطعات: قندله، علوله، إسكشوبن، بارجال، عرمو.
وصل عدد السكان حسب تقديرات أُجريت في أغسطس 2006 إلى نحو مليون نسمة (صعودا من نحو 50000 في التسعينات)، وتعتبر بوصاصو بوتقة تجمع مواطنين يمثلون جميع القبائل الرئيسية في الصومال، إلا أن معظم سكانها من قبائل هارتي، دارود، ويعيش فيها كذلك مواطنون من قبائل المهرة العربية، المعروفة أيضا باسم (عرب صالح)
بعد استقلال الصومال والإعلان عن قيام الجمهورية الصومالية مثل بوصاصو في الجمعية الوطنية الصومالية عضوان بارزان هما أوغاس ياسين أوغاس عبدالرحمن وحاج بشير إسماعيل.
تضم مدينة بوصاصو أكثر من 30 مدرسة ابتدائيه وثانويه، يدرس فيها (أكثر من 2000 طالب)، من تلك المدارس مدرسة الشيخ حمدان بن راشد الثانوية (حوالي 800 طالبا)، والإمام النووي، والإمام الشافعي، والنجاح، وغاريسا، وأُوغاس ياسين، كما تواجد في المدينة عدد من الجامعات أبرزها: جامعة شرق إفريقيا، جامعة بوصاصو، جامعة البحر الأحمر (فرع جامعة مقديشو سابقا) وكذلك معاهد تمريض: (الاونكتاد، وسيبا، والشمس المشرقة).
يربط مدينة بوصاصو بالعاصمة الإقليمية جروي طريق سريع يمتد ل750كم وصولا إلى جالكعيو ثم إلى مقديشو، وتضم بوصاصو كذلك المطار الرئيسي (مطار بندر قاسم الدولي)، كما أنه توجد في المدينة وجهات سياحية منها بيو كلولي وغاعا وكرِن ولاغ ويلهو وغيرها.

## السياحة والفنادق
تضم مدينة بوصاصو عدد من الفنادق الفخمة والحدائق والمنتزهات وأبرزها فندق ريس (بالصومالية: Rays)‏ الذي افتتح عام 2017، وكذلك فندق جعيتى (بالصومالية: Gacayte)‏ والقرية الدولية (بالإنجليزية: International Village)‏ وفندق جوبا (بالإنجليزية: Juba Hotel)‏

## الاقتصاد
تشهد بوصاصو نموا اقتصاديا متسارعا، منذ بدء الحرب الأهلية الصومالية، وتشهد تطورا عمرانيا، يساهم في معظمه الصوماليون في الخارج، وأدى بعدها عن مناطق الحرب وهدوؤها النسبي وتوفر سبل العيش الأساسي والتعليم إلى تدفق الصوماليين عليها.
أحد أشهر أسواقها سوق لبان البخور والتي اشتهرت بتجارته منذ القدم.

## توأمة
لبوصاصو اتفاقيات توأمة مع:
- الجزائر

## معرض صور

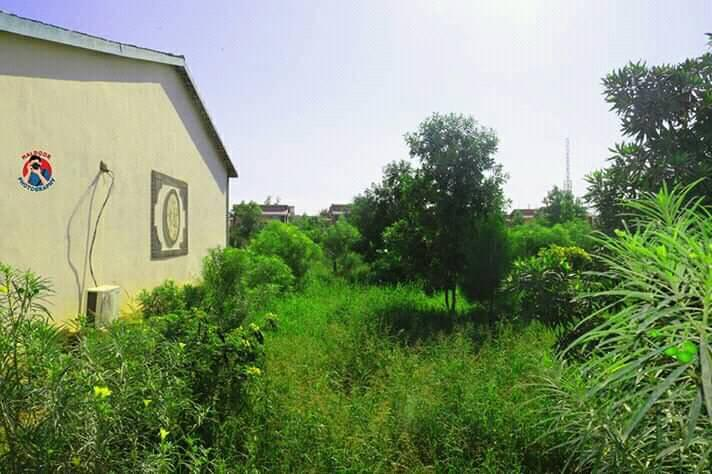
فندق ريس
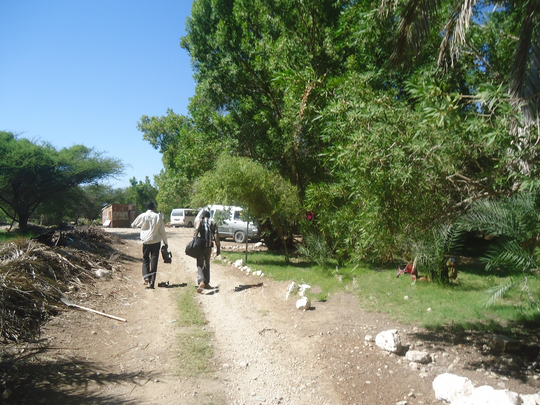
منتزه بيو كلولي
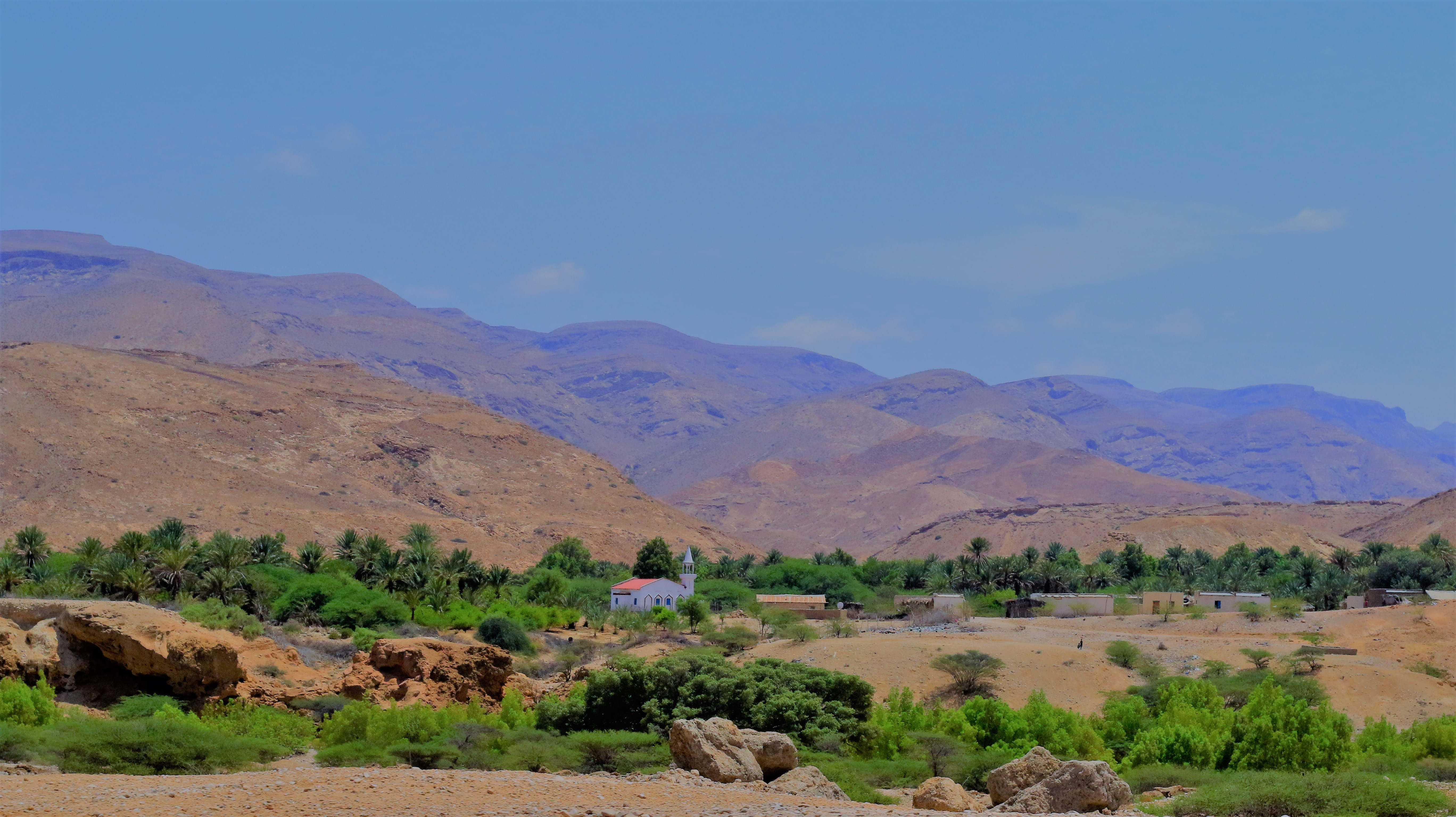
بلدة كرن التابعة لمقاطعة بوصاصو
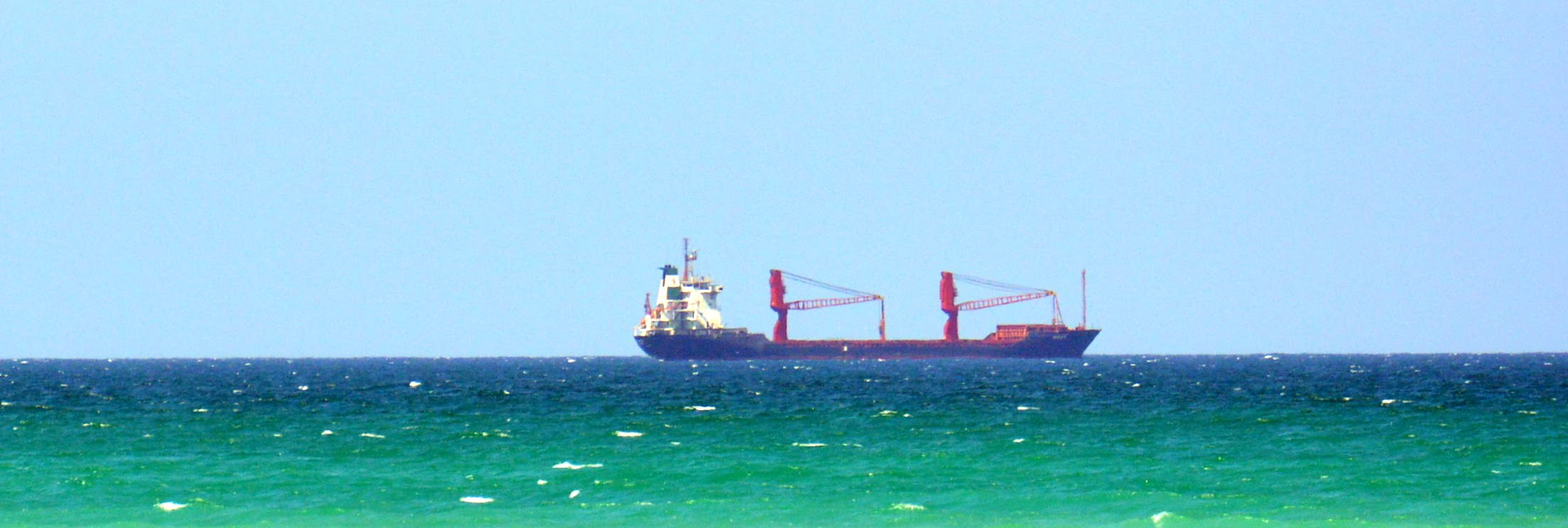
مركب رابض قبالة ميناء بوصاصو
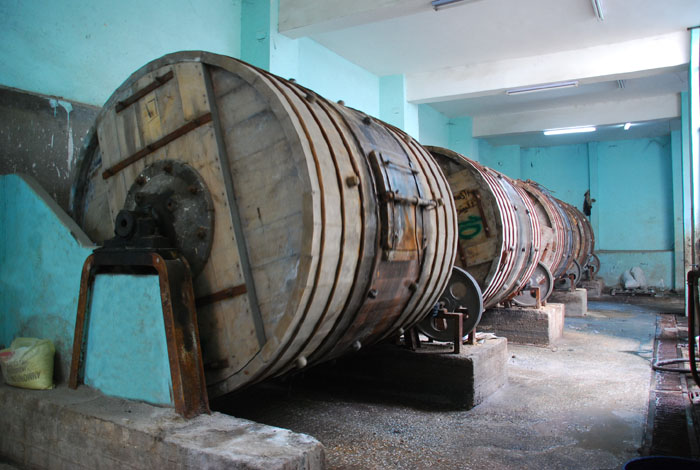
مدبغة بوصاصو
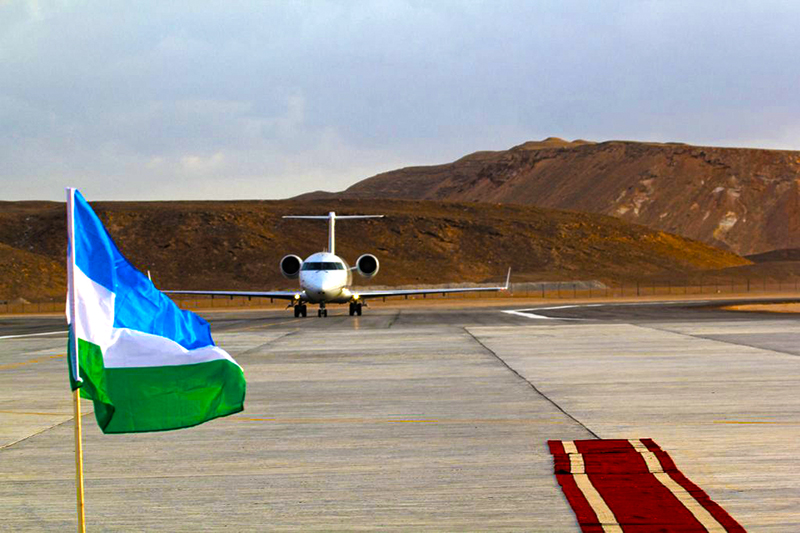
مطار بوصاصو
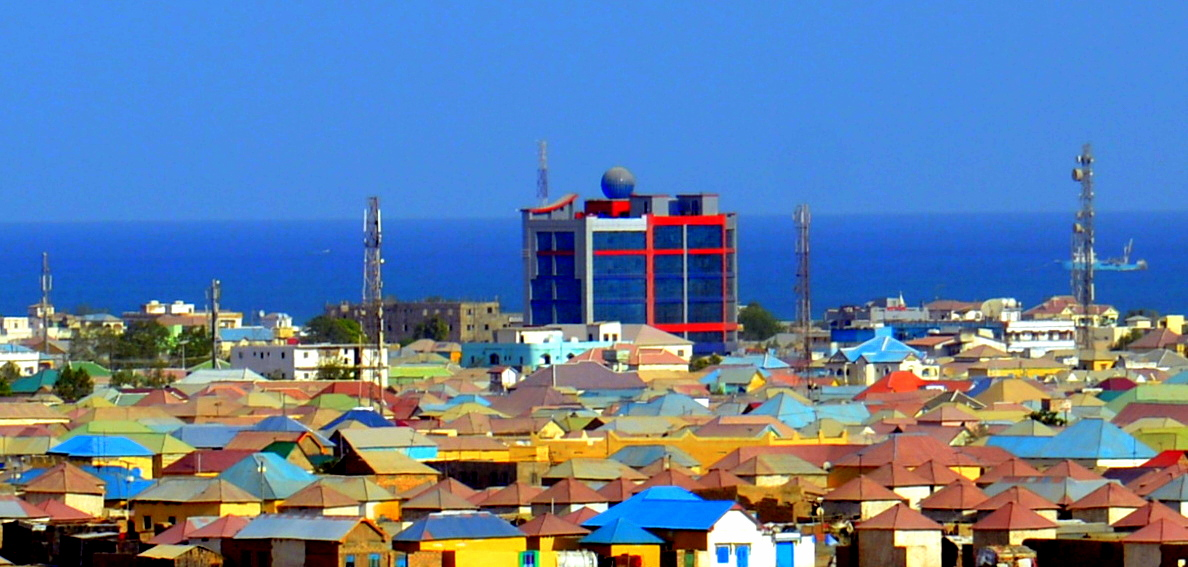
منظر عام للمدينة وفي الوسط مبنى شركة جولس للاتصالات
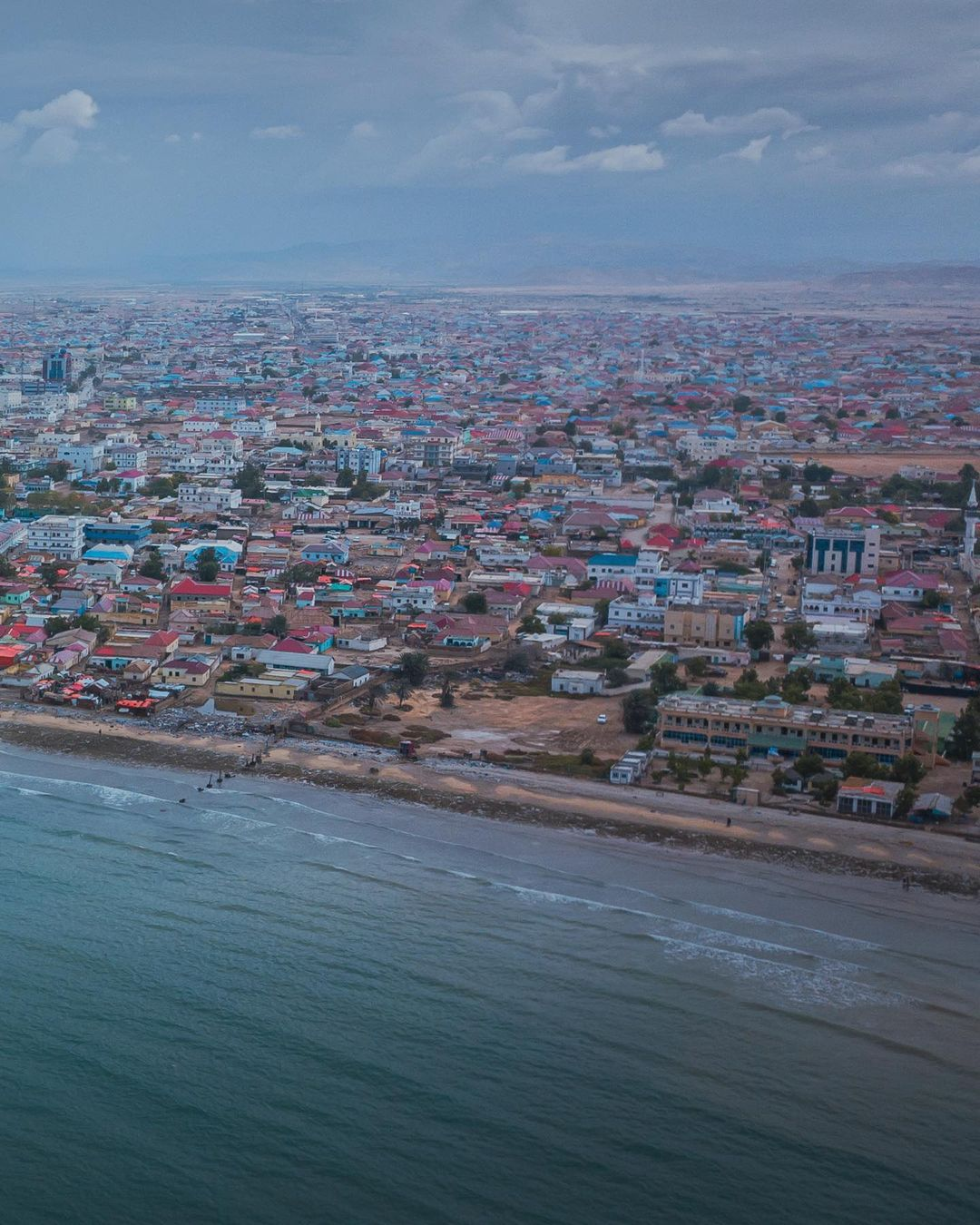
صورة جوية لمدينة بوصاصو
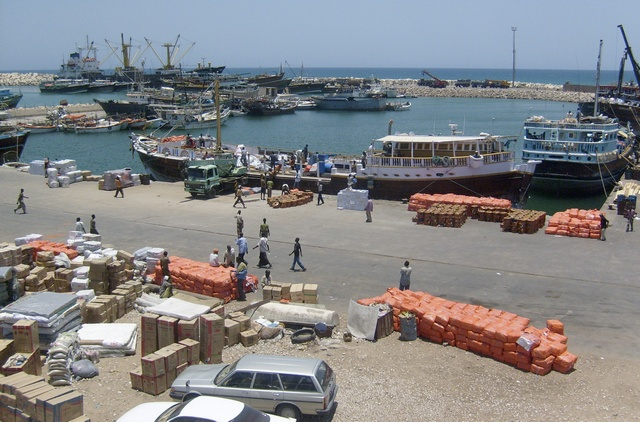
ميناء بوصاصو
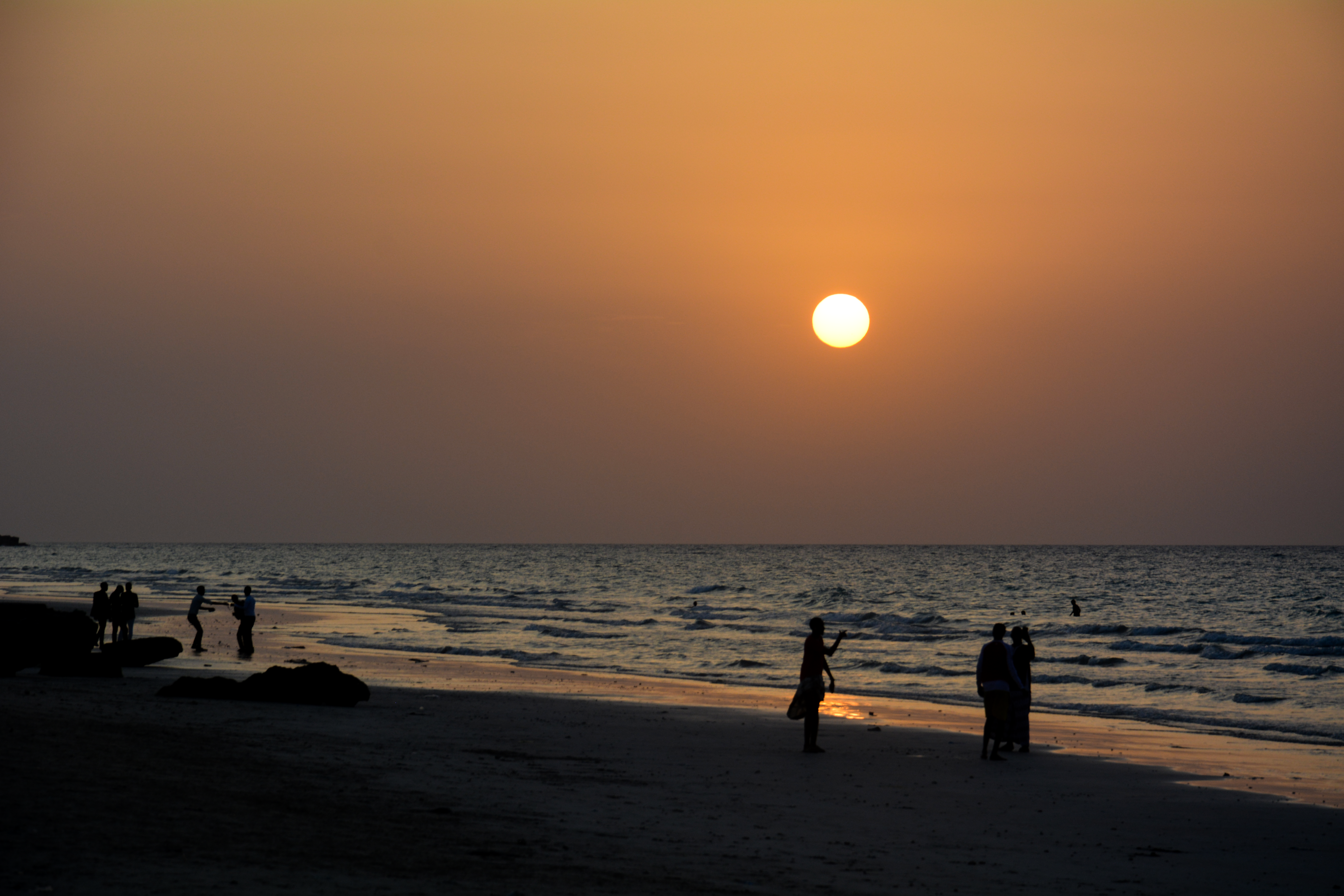
مشهد الغروب من شاطئ بوصاصو